# Corriere del Ticino
Corriere del Ticino су регионалне дневне новине у кантону Тицино, Швајцарска .
Corriere del Ticino је основан 1891   на италијанском језику у Муззано, Тицино. 
Лист је продат у 14.000 примерака 1967.  Почетком 1990-их Corriere del Ticino имао је тираж од 36.000 примерака.  Године 1997. лист је имао тираж од 37.742 примерка. 